# ナショナルリーグ
- メジャーリーグベースボール > ナショナルリーグ

ナショナルリーグ（英: National League、略称: NL）は、メジャーリーグベースボールを構成する2つのリーグの一つ。日本ではナ・リーグと呼ぶこともある。正式名称は、ナショナル・リーグ・オブ・プロフェッショナル・ベースボール・クラブズ（英: National League of Professional Baseball Clubs）である。
前身のナショナル・アソシエーションが賭博・八百長の横行、極度の実力差、運営基盤が脆弱あるいは倫理的な問題のあるチームの参加などの諸問題を抱えていたことを受け、統制の強化などを目的に1876年2月2日に設立された。
1998年のリーグ再編で、アリゾナ・ダイヤモンドバックスが新規加入、ミルウォーキー・ブルワーズがアメリカンリーグから移籍し、所属チーム数は16となっていたが、2013年に再度再編が行われてヒューストン・アストロズがアメリカンリーグに編入され、現在の所属チーム数は15となっている。アメリカンリーグと違って、2019年まで指名打者制は採用されていなかったが、2020年は新型コロナウイルス感染症対策として暫定的に指名打者制が採用され、2022年より通年で採用された。
地区制度導入以前は、リーグ1位に2球団が並んだ場合は2戦先取制のプレーオフを実施していた。

## 所属チーム
| 地区   | チーム                                                   | 創設年 | 加盟年 | 本拠地                                                          |
| ------ | -------------------------------------------------------- | ------ | ------ | --------------------------------------------------------------- |
| 東地区 | アトランタ・ブレーブス Atlanta Braves (ATL)              | 1871   | 1876   | ジョージア州カンバーランド トゥルーイスト・パーク               |
| 東地区 | マイアミ・マーリンズ Miami Marlins (MIA)                 | 1993   | 1993   | フロリダ州マイアミ ローンデポ・パーク                           |
| 東地区 | ニューヨーク・メッツ New York Mets (NYM)                 | 1962   | 1962   | ニューヨーク州ニューヨーク・クイーンズ シティ・フィールド       |
| 東地区 | フィラデルフィア・フィリーズ Philadelphia Phillies (PHI) | 1883   | 1883   | ペンシルベニア州フィラデルフィア シチズンズ・バンク・パーク     |
| 東地区 | ワシントン・ナショナルズ Washington Nationals (WSH)      | 1969   | 1969   | ワシントンD.C. ナショナルズ・パーク                             |
| 中地区 | シカゴ・カブス Chicago Cubs (CHC)                        | 1870   | 1876   | イリノイ州シカゴ リグレー・フィールド                           |
| 中地区 | シンシナティ・レッズ Cincinnati Reds (CIN)               | 1882   | 1890   | オハイオ州シンシナティ グレート・アメリカン・ボール・パーク     |
| 中地区 | ミルウォーキー・ブルワーズ Milwaukee Brewers (MIL)       | 1969   | 1998   | ウィスコンシン州ミルウォーキー アメリカンファミリー・フィールド |
| 中地区 | ピッツバーグ・パイレーツ Pittsburgh Pirates (PIT)        | 1882   | 1887   | ペンシルベニア州ピッツバーグ PNCパーク                          |
| 中地区 | セントルイス・カージナルス St. Louis Cardinals (STL)     | 1882   | 1892   | ミズーリ州セントルイス ブッシュ・スタジアム                     |
| 西地区 | アリゾナ・ダイヤモンドバックス Arizona Diamondbacks (AZ) | 1998   | 1998   | アリゾナ州フェニックス チェイス・フィールド                     |
| 西地区 | コロラド・ロッキーズ Colorado Rockies (COL)              | 1993   | 1993   | コロラド州デンバー クアーズ・フィールド                         |
| 西地区 | ロサンゼルス・ドジャース Los Angeles Dodgers (LAD)       | 1883   | 1890   | カリフォルニア州ロサンゼルス ドジャー・スタジアム               |
| 西地区 | サンディエゴ・パドレス San Diego Padres (SD)             | 1969   | 1969   | カリフォルニア州サンディエゴ ペトコ・パーク                     |
| 西地区 | サンフランシスコ・ジャイアンツ San Francisco Giants (SF) | 1883   | 1883   | カリフォルニア州サンフランシスコ オラクル・パーク               |

## 所属チームの変遷
※太字は新加盟チーム

### 1876年（発足時）
前身となるナショナル・アソシエーションからの6チームと新球団2チームの以下8チームで発足
- アスレチック・オブ・フィラデルフィア（フィラデルフィア・アスレチックス）
- ボストン・レッドキャップス（現アトランタ・ブレーブス）
- シカゴ・ホワイトストッキングス（現シカゴ・カブス）
- シンシナティ・レッドストッキングス
- ハートフォード・ダークブルース
- ルイビル・グレイズ
- ミューチュアル・オブ・ニューヨーク（ニューヨーク・ミューチュアルズ）
- セントルイス・ブラウンストッキングス

### 1877年 - 1899年（創成期）
- 1877年 - 除名：フィラデルフィア・アスレチックス／ニューヨーク・ミューチュアルズ
- 1878年 - 解散：ハートフォード・ダークブルース／ルイビル・グレイズ／セントルイス・ブラウンストッキングス
- 1878年 - 加盟：インディアナポリス・ブルース
- 1878年 - 加盟：ミルウォーキー・グレイズ
- 1878年 - 加盟：プロビデンス・グレイズ
- 1879年 - 加盟：インディアナポリス・ブルース／ミルウォーキー・グレイズ
- 1879年 - 加盟：バッファロー・バイソンズ
- 1879年 - 加盟：クリーブランド・ブルース
- 1879年 - 加盟：シラキュース・スターズ
- 1879年 - 加盟：トロイ・トロージャンズ
- 1880年 - 解散：シラキュース・スターズ
- 1880年 - 加盟：ウースター・ルビーレッグス
- 1881年 - 除名：シンシナティ・レッドストッキングス
- 1881年 - 加盟：デトロイト・ウルバリンズ
- 1883年 - 改称：ボストン・レッドキャップス→ボストン・ビーンイーターズ
- 1883年 - 買収解散：ウースター・ルビーレッグス／トロイ・トロージャンズ
- 1883年 - 加盟：ニューヨーク・ゴッサムズ（現サンフランシスコ・ジャイアンツ）
- 1883年 - 加盟：フィラデルフィア・クエーカーズ（現フィラデルフィア・フィリーズ）
- 1885年 - 改称：ニューヨーク・ゴッサムズ→ニューヨーク・ジャイアンツ
- 1885年 - 解散：クリーブランド・ブルース
- 1885年 - 加盟：セントルイス・マルーンズ（ユニオン・アソシエーションより）
- 1886年 - 解散：バッファロー・バイソンズ／プロビデンス・グレイズ
- 1886年 - 加盟：カンザスシティ・カウボーイズ
- 1886年 - 加盟：ワシントン・ナショナルズ
- 1887年 - 解散：カンザスシティ・カウボーイズ
- 1887年 - 買収解散：セントルイス・マルーンズ
- 1886年 - 加盟：インディアナポリス・フージャーズ
- 1886年 - 加盟：ピッツバーグ・アルゲニーズ（現ピッツバーグ・パイレーツ）（アメリカン・アソシエーションより）
- 1889年 - 解散：デトロイト・ウルバリンズ
- 1889年 - 加盟：クリーブランド・スパイダーズ（アメリカン・アソシエーションより）
- 1890年 - 改称：フィラデルフィア・クエーカーズ→フィラデルフィア・フィリーズ／シカゴ・ホワイトストッキングス→シカゴ・コルツ
- 1890年 - 解散：インディアナポリス・フージャーズ／ワシントン・ナショナルズ
- 1890年 - 加盟：ブルックリン・ブライドグルームス（現ロサンゼルス・ドジャース）（アメリカン・アソシエーションより）
- 1890年 - 加盟：シンシナティ・レッズ（アメリカン・アソシエーションより）
- 1891年 - 改称：ピッツバーグ・アルゲニーズ→ピッツバーグ・パイレーツ
- 1892年 - 加盟：ボルチモア・オリオールズ（アメリカン・アソシエーションより）
- 1892年 - 加盟：ルイビル・カーネルズ（アメリカン・アソシエーションより）
- 1892年 - 加盟：セントルイス・ブラウンストッキングス（現セントルイス・カージナルス）（アメリカン・アソシエーションより）
- 1892年 - 加盟：ワシントン・セネタース（アメリカン・アソシエーションより）
- 1898年 - 改称：シカゴ・コルツ→シカゴ・オーファンズ
- 1899年 - 改称：ブルックリン・ブライドグルームス→ブルックリン・スーパーバス／セントルイス・ブラウンストッキングス→セントルイス・パーフェクトズ（翌年からカージナルス）

### 1900年（クラシックエイト）
クリーブランド・スパイダーズ、ルイビル・カーネルズ、ワシントン・セネタース、ボルチモア・オリオールズの4チームが解散により以下8チームに戻り「クラシックエイト」が確定。ここから半世紀チームの本拠地移転・新規加盟なし
- ボストン・ビーンイーターズ（現アトランタ・ブレーブス）
- ブルックリン・スーパーバス（現ロサンゼルス・ドジャース）
- シカゴ・オーファンズ（現シカゴ・カブス）
- シンシナティ・レッズ
- ニューヨーク・ジャイアンツ（現サンフランシスコ・ジャイアンツ）
- フィラデルフィア・フィリーズ
- ピッツバーグ・パイレーツ
- セントルイス・カージナルス

### 1901年 - 1949年
1902年
- シカゴ・オーファンズがシカゴ・カブスに改称

1907年
- ボストン・ビーンイーターズがボストン・ダブズに改称

1911年
- ボストン・ダブズがボストン・ラスラーズに改称
- ブルックリン・スーパーバスがブルックリン・トロリードジャースに改称

1912年
- ボストン・ラスラーズがボストン・ブレーブスに改称

1914年
- ブルックリン・トロリードジャースがブルックリン・ロビンスに改称

1932年
- ブルックリン・ロビンスがブルックリン・ドジャースに改称

1936年
- ボストン・ブレーブスがボストン・ビーズに改称（1941年にはブレーブスに戻す）

### 1950年 - 1999年
1953年
- ボストン・ブレーブスが移転、ミルウォーキー・ブレーブスとなる

1958年
- ブルックリン・ドジャースが移転、ロサンゼルス・ドジャースとなる
- ニューヨーク・ジャイアンツが移転、サンフランシスコ・ジャイアンツとなる

1962年
- 球団拡張が行われニューヨーク・メッツとヒューストン・コルト45'sの2チームが加盟し10チームとなる

1963年
- ミルウォーキー・ブレーブスが移転、アトランタ・ブレーブスとなる

1965年
- ヒューストン・コルト45'sがヒューストン・アストロズに改称

1969年
- 2球団拡張でモントリオール・エクスポズ（現ワシントン・ナショナルズ）とサンディエゴ・パドレスが加盟し12チームとなる
- 球団数が増えたため東西2地区制が導入され以下の各6チームに振り分けられた

| 西地区                         | 東地区                       |
| ------------------------------ | ---------------------------- |
| アトランタ・ブレーブス         | シカゴ・カブス               |
| シンシナティ・レッズ           | モントリオール・エクスポズ   |
| ヒューストン・アストロズ       | ニューヨーク・メッツ         |
| ロサンゼルス・ドジャース       | フィラデルフィア・フィリーズ |
| サンディエゴ・パドレス         | ピッツバーグ・パイレーツ     |
| サンフランシスコ・ジャイアンツ | セントルイス・カージナルス   |

1993年
- 2球団拡張でフロリダ・マーリンズ（現マイアミ・マーリンズ）が東地区に、コロラド・ロッキーズが西地区に加盟し14チームとなる

| 西地区                         | 東地区                       |
| ------------------------------ | ---------------------------- |
| アトランタ・ブレーブス         | シカゴ・カブス               |
| シンシナティ・レッズ           | モントリオール・エクスポズ   |
| ヒューストン・アストロズ       | ニューヨーク・メッツ         |
| ロサンゼルス・ドジャース       | フィラデルフィア・フィリーズ |
| サンディエゴ・パドレス         | ピッツバーグ・パイレーツ     |
| サンフランシスコ・ジャイアンツ | セントルイス・カージナルス   |
| コロラド・ロッキーズ           | フロリダ・マーリンズ         |

1994年
- 3地区制に移行し、以下の3地区に再編された

| 西地区                         | 中地区                     | 東地区                       |
| ------------------------------ | -------------------------- | ---------------------------- |
| コロラド・ロッキーズ           | シカゴ・カブス             | アトランタ・ブレーブス       |
| ロサンゼルス・ドジャース       | シンシナティ・レッズ       | フロリダ・マーリンズ         |
| サンディエゴ・パドレス         | ヒューストン・アストロズ   | モントリオール・エクスポズ   |
| サンフランシスコ・ジャイアンツ | ピッツバーグ・パイレーツ   | ニューヨーク・メッツ         |
|                                | セントルイス・カージナルス | フィラデルフィア・フィリーズ |

1998年
- 1球団拡張でアリゾナ・ダイヤモンドバックスが西地区に加盟
- 再編成が行われミルウォーキー・ブルワーズがアメリカンリーグからナショナルリーグ中地区に編入し16チームとなる

| 西地区                         | 中地区                                                 | 東地区                       |
| ------------------------------ | ------------------------------------------------------ | ---------------------------- |
| コロラド・ロッキーズ           | シカゴ・カブス                                         | アトランタ・ブレーブス       |
| ロサンゼルス・ドジャース       | シンシナティ・レッズ                                   | フロリダ・マーリンズ         |
| サンディエゴ・パドレス         | ヒューストン・アストロズ                               | モントリオール・エクスポズ   |
| サンフランシスコ・ジャイアンツ | ミルウォーキー・ブルワーズ（アメリカンリーグから移籍） | ニューヨーク・メッツ         |
| アリゾナ・ダイヤモンドバックス | ピッツバーグ・パイレーツ                               | フィラデルフィア・フィリーズ |
|                                | セントルイス・カージナルス                             |                              |

### 2000年以降
2005年
- モントリオール・エクスポズが移転、ワシントン・ナショナルズとなる

2012年
- フロリダ・マーリンズが改称し、マイアミ・マーリンズとなる

2013年
- ヒューストン・アストロズがナショナルリーグ中地区からアメリカンリーグ西地区に配置換え、15チームとなる。

| 西地区                         | 中地区                     | 東地区                       |
| ------------------------------ | -------------------------- | ---------------------------- |
| アリゾナ・ダイヤモンドバックス | シカゴ・カブス             | アトランタ・ブレーブス       |
| コロラド・ロッキーズ           | シンシナティ・レッズ       | マイアミ・マーリンズ         |
| ロサンゼルス・ドジャース       | ミルウォーキー・ブルワーズ | ニューヨーク・メッツ         |
| サンディエゴ・パドレス         | ピッツバーグ・パイレーツ   | フィラデルフィア・フィリーズ |
| サンフランシスコ・ジャイアンツ | セントルイス・カージナルス | ワシントン・ナショナルズ     |

## 球団別優勝回数
2024シーズン終了時点
| 球団                           | 優勝 | 優勝年 |
| ------------------------------ | ---- | --- |
| ロサンゼルス・ドジャース       | 25回 | 1890、1899、1900、1916、1920、1941、1947、1949、1952、1953、1955、1956、1959、1963、1965、1966、1974、1977、1978、1981、1988、2017、2018、2020、2024 |
| サンフランシスコ・ジャイアンツ | 23回 | 1888、1889、1904、1905、1911、1912、1913、1917、1921、1922、1923、1924、1933、1936、1937、1951、1954、1962、1989、2002、2010、2012、2014             |
| セントルイス・カージナルス     | 19回 | 1926、1928、1930、1931、1934、1942、1943、1944、1946、1964、1967、1968、1982、1985、1987、2004、2006、2011、2013                                     |
| アトランタ・ブレーブス         | 18回 | 1877、1878、1883、1891、1892、1893、1897、1898、1914、1948、1957、1958、1991、1992、1995、1996、1999、2021                                           |
| シカゴ・カブス                 | 17回 | 1876、1880、1881、1882、1885、1886、1906、1907、1908、1910、1918、1929、1932、1935、1938、1945、2016                                                 |
| ピッツバーグ・パイレーツ       | 09回 | 1901、1902、1903、1909、1925、1927、1960、1971、1949                                                                                                 |
| シンシナティ・レッズ           | 09回 | 1919、1939、1940、1961、1970、1972、1975、1976、1990                                                                                                 |
| フィラデルフィア・フィリーズ   | 08回 | 1915、1950、1980、1983、1993、2008、2009、2022 |
| ニューヨーク・メッツ           | 05回 | 1969、1973、1986、2000、2015 |
| ボルチモア・オリオールズ       | 03回 | 1894、1895、1896 |
| プロビデンス・グレイズ         | 02回 | 1879、1884 |
| サンディエゴ・パドレス         | 02回 | 1984、1998 |
| マイアミ・マーリンズ           | 02回 | 1997、2003 |
| アリゾナ・ダイヤモンドバックス | 02回 | 2001、2023 |
| デトロイト・ウルバリンズ       | 01回 | 1887 |
| ヒューストン・アストロズ       | 01回 | 2005 |
| コロラド・ロッキーズ           | 01回 | 2007 |
| ワシントン・ナショナルズ       | 01回 | 2019 |
| ミルウォーキー・ブルワーズ     | 00回 | [ 注釈 5 ] |